# Ignatius Wang
Ignatius Chung Wang (ur. 27 lutego 1934 w Pekinie, Chiny) – amerykański duchowny katolicki pochodzenia chińskiego, biskup pomocniczy San Francisco w latach 2003–2009.

## Życiorys
Święcenia kapłańskie otrzymał w Hongkongu 4 lipca 1959. Po święceniach odbył studia doktoranckie w Rzymie, a następnie wobec braku pozwolenia na pracę duszpasterską w Chinach wyjechał do Grenady i został wikariuszem generalnym diecezji Saint George's. W 1974 wyjechał do San Francisco, gdzie pracował m.in. jako proboszcz i duszpasterz dla wiernych chińskiego pochodzenia.
13 grudnia 2002 papież Jan Paweł II mianował go biskupem pomocniczym San Francisco ze stolicą tytularną Sitipa. Sakry udzielił mu ówczesny zwierzchnik archidiecezji abp William Levada. Na emeryturę przeszedł 16 maja 2009. Był pierwszym w historii amerykańskiego Kościoła Azjatą powołanym na urząd biskupi.